# サニェーラ

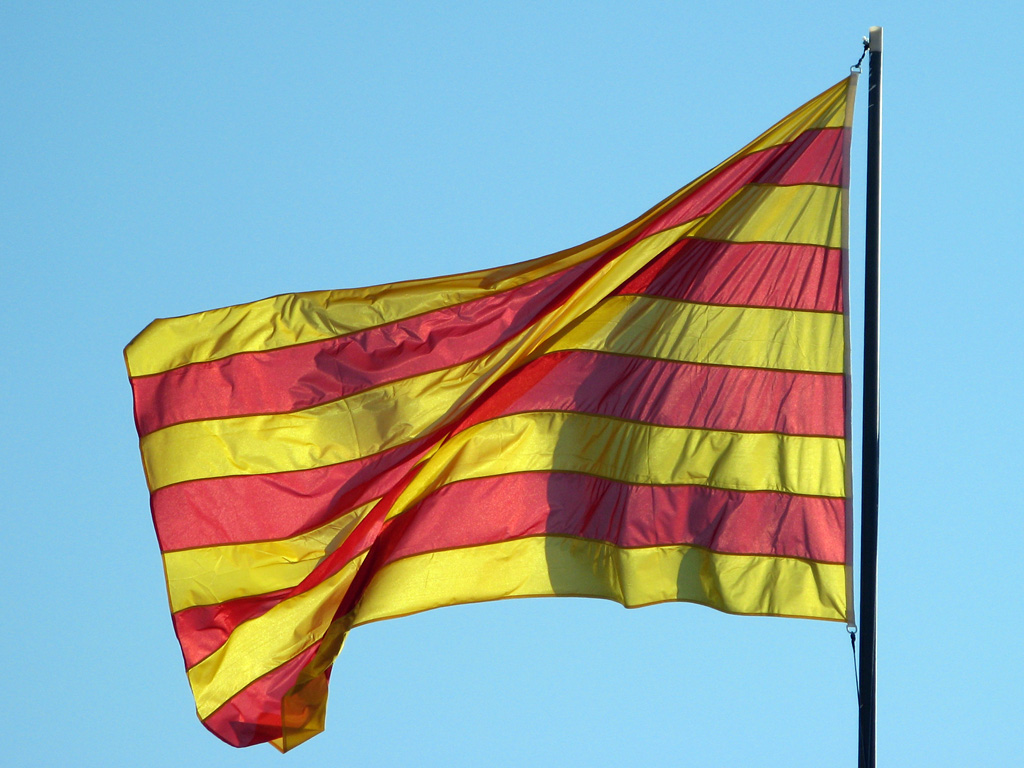
サン・クガ・デル・バリェスのオクタビア広場に掲揚されるカタルーニャの旗

サニェーラあるいはセニェーラ（カタルーニャ語: Senyera 標準語発音[səˈɲeɾə]、西部方言発音[seˈɲeɾa]；カタルーニャ語で「旗」「槍旗」）は、スペインのカタルーニャの旗である。この旗はアラゴン連合王国の紋章を基にした旗章学的象徴であり、黄金地に4本の赤の縞で構成されている。この紋章はアラゴンの縞や単に「4本縞」(les quatre barres) と呼ばれ、歴史的にはアラゴン王の紋章であった。
サニェーラは今日ではスペインの4つの自治州（カタルーニャ州、アラゴン州、 バレアレス諸島州、バレンシア州）や歴史的にカタルーニャ語圏であるサルデーャのアルゲーロ（カタルーニャ語: L'Alguer ラルゲー）の旗である。この旗はまたスペインの国章、フランスのピレネー＝オリアンタル県とプロヴァンス＝アルプ＝コート・ダジュール地域圏の紋章、同じくフランスのルシヨン地方とプロヴァンスの旗にも使用されているほか、アンドラ公国の紋章にも使用されている。またこれらに所属する自治体の紋章にも使用されている。サニェーラはカタルーニャ語圏では非公式な場所ではいっそう頻繁に使用される。
この旗は王の旗と同義であり(カタルーニャ語:Senyal ReialかSenyera、古スペイン語:Señal Real かSeñera）、この言葉はアラゴン連合王国の旗を指す。アラゴン語では実際にそのように使用されている（O Siñal d'Aragón, i.e. "アラゴンの旗印"）。

## 起源
サニェーラは現在も使用される「ヨーロッパ最古の国旗」であるが、発祥から連綿と使われ続けたわけではない。純粋なカタルーニャあるいはアラゴンのシンボルの原点のいずれかを提唱する理論がいくつかある。
一方で、『カタルーニャ大百科事典（Gran Enciclopèdia Catalana）』はこの旗の初出はラモン・バランゲー2世の墓石であり、彼が死んだ1082年のすぐ後のバルセロナ伯ラモン・バランゲー4世の紋章（プロヴァンス語の文書（1150年）及びカタルーニャ語の文書（1157年）による）だと主張している。他方で『アラゴン大百科事典（Gran Enciclopedia Aragonesa）』は、初出の資料は誰もが認めるアラゴン王アリフォンソ2世（カタルーニャ語:アルフォンス2世、1159年）の紋章だと表明している。その際にカタルーニャ起源の証拠は否定されなければならないとし、歴史的にバルセロナ（barcelonès）の概念以外と結び付けられるものはない。カタルーニャではなく、バルセロナ伯かつアラゴン王である「バルセロナ家」を暗示すると理解されている。
さらに、バレンシア王国の「征服の槍旗」は現存する最古の旗として記録され、1238年以降とされているが、黄色の部分が白であり、赤の縞だけが同じである。
カタルーニャ州政府は公式なシンボルについて11世紀にか12世紀の紋章以前のシンボルとバルセロナ伯領の紋章に由来すると説明している。そこでは黄色と赤の縞は縦であり、旗に対して水平である。王朝の紋章はまた伯爵によって統治される土地のものになった。したがって、現代ではアラゴン王国のだった地域とアンドラとシチリアの領域の旗となった。

1808年までの教皇庁の旗

現在のローマ市の旗

他の説明ははアラゴン連合王国が使用し、史上悪名高いアラゴン王のローマ教皇への服従の証として自身の紋章にローマ教皇の旗の色と結びつけたというものである。バルセロナ伯は間もなくこの説明のあと続くものである。ローマ市の色は、ローマ教皇領だった当時は同じであったのである。ブリタニカ百科事典によれば、12世紀から教皇庁の海軍旗は赤と黄色の縦帯で構成されており時に、三重冠と天国の鍵の紋章があしらわれた。バチカンのウェブによれば教皇庁の黄色と赤の旗は古代ローマ（「元老院並びにローマ市民諸君」）の伝統色であった。 
この古代の旗はいまもフォロ・ロマーノ近くのカピトリーノの丘で見ることができる。教皇庁は1808年に、こんにちの黄色と白の旗に変更している。同時に、ローマ市役所はこんにちこの昔の色を使用している。アラゴン王国の年代記編纂者Geronimo de Blancasの1585年の著作に基づいたこの理論を拒めない。彼は、ペドロ2世が戴冠した後に教皇インノケンティウス3世がアラゴン連合王国は使徒座に連枝たる王国であることを容認したことを記している。この表意を補うために、教皇はペドロ2世を教会のconfalonierにし、教会の旗はアラゴン連合王国の紋章の色にすることを容認した。
東ローマ帝国遠征の際にはカタルーニャ東方会社のアルモガバルスはアラゴン王の紋章を王の槍旗と一緒に使用した。1263年から1516年までアラゴン海軍のエンザインとして使用されていた。
簡易なバージョンはスペイン第二共和政時代のカタルーニャ自治地方の公式な旗として使用されているほかスペイン暫定民主政権以降使用されているほか、またかつてアラゴン王国の領域だったフランスの ピレネー＝オリアンタル県の県（département）の旗やアラゴンと歴史的なゆかりのあるプロヴァンスの旗に使用されている。  
標準的な紋章記述では、この旗の模様は「オーアに4本のギュールズ（Or, four bars Gules）」と書かれる。

### 現代の使用

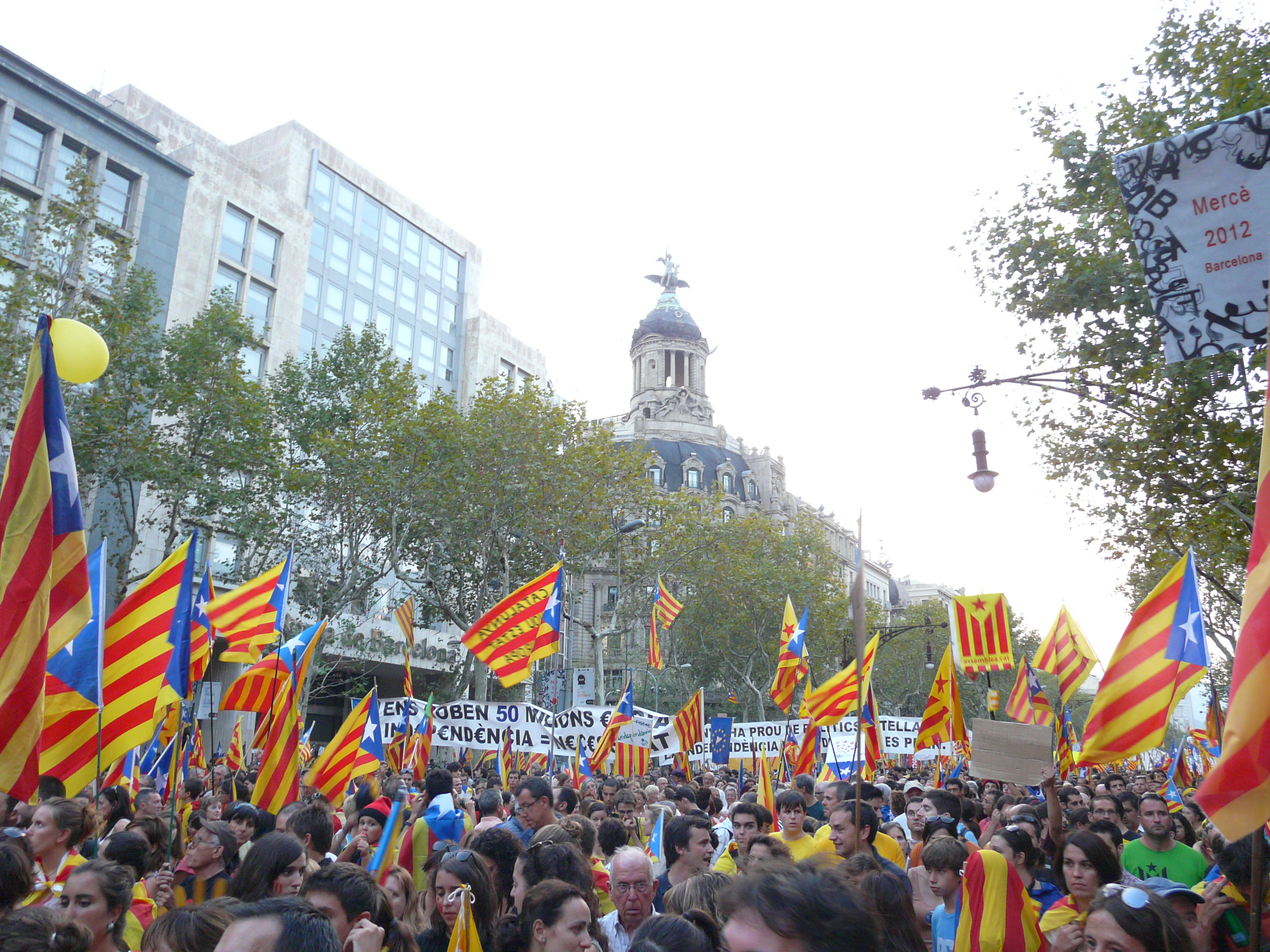
2012年、カタルーニャ独立デモ。サニェーラに星を配した独立旗を「アスタラーダ」という。

こんにち、サニェーラのパターンはスペインの4つの自治州の旗である。何も変更がないのがカタルーニャの旗であり、バリエーションがあるのがかつてのアラゴン連合王国の領域である。アラゴン固有の地、バレアレス諸島州とバレンシア州（バレンシアの旗は中世のバレンシア王国までさかのぼれる）である。 サニェーラはまたフランスのピレネー＝オリアンタル県の紋章と、ルシヨンのペの旗とアンドラの国章のクオーターのひとつに使用されている。カタルーニャでは、スペインからの独立を主張する民族主義者らがキューバの国旗に倣って、旗竿側に三角と星をつけたものを使用している。これを「アスタラーダ（星付き）」という。旗竿側に青の三角に白の星をつけたものが独立派がそれであるが、黄色の三角に赤の星をつけたものは社会主義独立派のものである。
FCバルセロナのエンブレムは、サニェーラを使用した意匠の中では最も有名なものである。これはサニェーラとサン・ジョルディの十字を組み合わせたバルセロナ市の市の紋章を基にしている。また同チームのユニフォームの背中襟部分にはサニェーラがあしらわれている他、キャプテンの腕章もサニェーラの意匠が使用されている。また2004年のジョアン・ガンペール杯、FCバルセロナ対ACミラン戦のさいにはカンプ・ノウに113m×116mの面積13.545,75m2、重さ1500㎏のサニェーラがピッチ上に「掲揚」され、掲揚された最大の国旗としてギネスブックに登録された。

### 独自の伝説

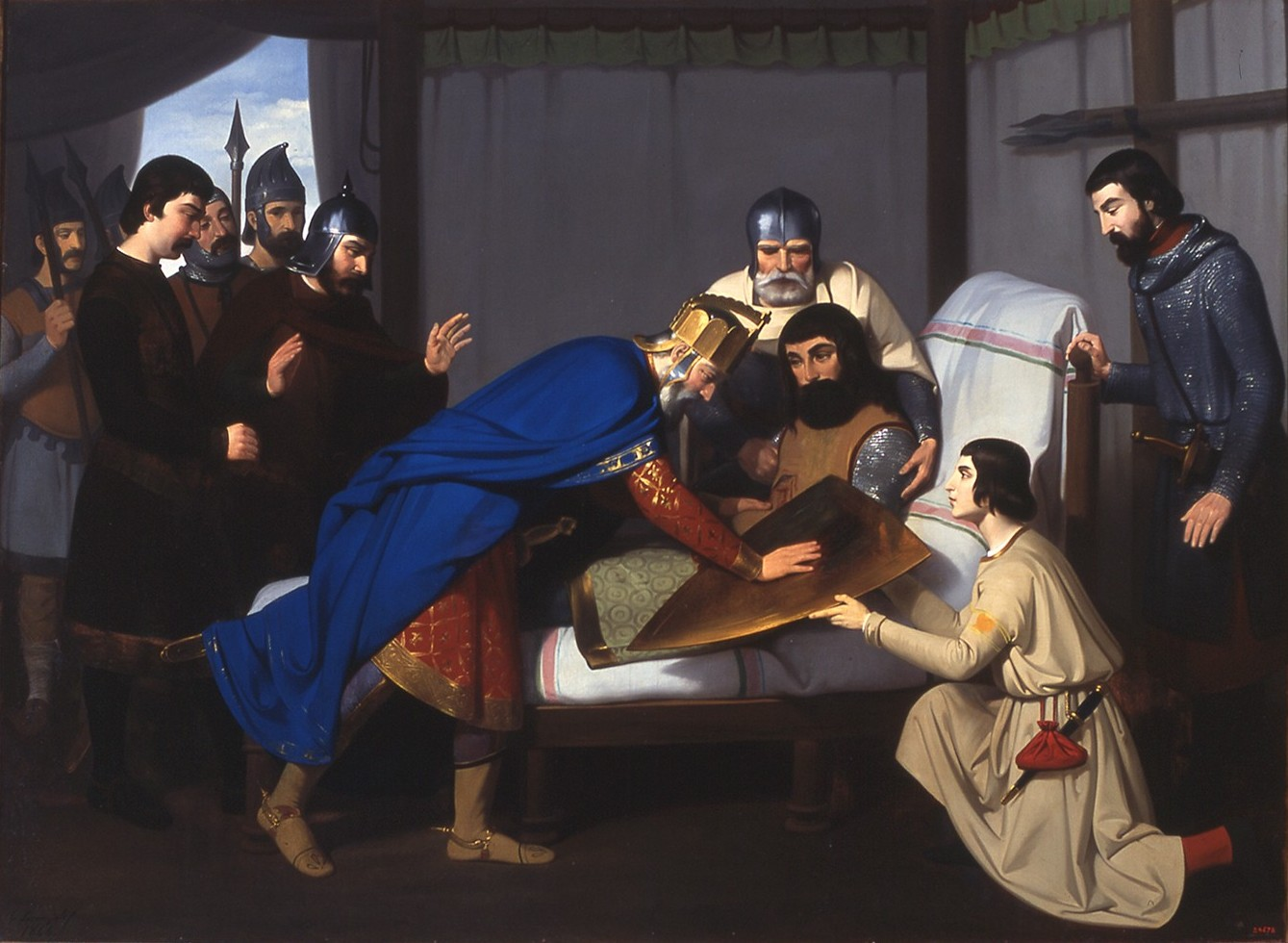
ギフレー1世の流血で盾に縞を引くシャルル2世描いた19世紀の絵画クラウディ・ロレンサレ「バルセロナ伯国の起源（Origen del escudo del condado de Barcelona）」

14世紀の伝説によれば、旗の記録は9世紀にさかのぼり、897年のムーア人のリェイダの支配者ロボ・イブン・マフムードによるバルセロナ包囲戦のさなかに、瀕死の重傷を負ったバルセロナ伯ギフレー1世「多毛伯」の負傷の血を以って、「禿頭王」シャルル2世が指で多毛伯の黄金の盾に4本の赤い線を引いたのを褒美としたというものである。この伝説はバルセロナ伯の称号と明確に結び付けらるようになった。
19世紀のロマン主義的な カタルーニャの民族主義者はとくにこの伝説をラナシェンサの間に熱愛し、たとえそれが愛国的な範疇のようなものだと認識され、虚構性が暴露されてもである。禿頭王は877年に死亡していた。
もう一つの伝説は、バルセロナ包囲戦のおりに「敬虔王」ことルイ1世が王として縞を引くことを示している。この話でも金の盾の上に縞を引くことになっているが、ギフレー多毛伯が生まれる前に王は死亡している。また、バルセロナは伝説上の「バルセロナ包囲戦」の時期より前に征服されている。
他の中世の伝説の違う話は、このようなものである。ラモン・バランゲー4世が自身の血で、彼がアラゴン女王ペトロニーラと結婚する前、アラゴンの紋章だった黄色の盾に、赤い縞を引いたというものである。

## 派生

アラゴン連合王国
バレンシアの征服の槍旗
旧バレンシア (1979年-1980年)
シチリア王国
ナポリ王国(1442年–1501年)

現在さまざまなバリエーションがある。紋章に使用されたバリエーションはカタルーニャの自治体の紋章を主に無数にある。
領域の旗

アルゲーロ
アラゴン
バレアレス諸島
バルセロナ
バルセロナ県
カステリョン・デ・ラ・プラナ
カタルーニャ
イビサ島
ジローナ県
リェイダ県
マヨルカ
メノルカ
北カタルーニャ(ピレネー＝オリアンタル県)
プロヴァンス＝アルプ＝コート・ダジュール地域圏
タラゴナ
バレンシア

歴史上の旗
- ?アラゴン連合王国
- ?バレンシアの征服の槍旗
- ?旧バレンシア (1979年-1980年)
- ?シチリア王国
- ?ナポリ王国(1442年–1501年)

政治運動の旗

アラゴン民族主義者
「アスタラーダ」
「アスタラーダ」（カタルーニャ社会主義独立派（赤い星つき））
バレンシア民族主義者
紋章学に基づき2010年に提案された、独立カタルーニャの国旗